# كمال الشيخ (سياسي)
فيصل محمد الشيخ يوسف واسمه الحركي كمال الشيخ (أبو فراس؛ 23 أكتوبر 1945 في المزرعة القبلية – 25 يونيو 2019 في رام الله) هو سياسي وعسكري فلسطيني، وأحد أعضاء حركة فتح ومجلسها الثوري.

## حياته
أنهى فيصل دراسته الثانوية، ثم غادر إلى الكويت في منتصف الستينات، والتحق بحركة فتح هناك، ثم تفرغ في الحركة عام 1967، وحصل على دورة عسكرية في جمهورية الصين الشعبية عام 1968، صار بعدها آمر الوحدة الشمالية في قطاع الجولان، ثم اجتاز دورة قادة كتائب في الاتحاد السوفيتي عام 1975، فصار قائد كتيبة شهداء أيلول في قوات القسطل حتى الاجتياح الإسرائيلي للبنان عام 1982، واجتاز دورة القيادة والأركان في الباكستان عام 1980، وحصل على ماجستير في العلوم العسكرية، فحصل على ليسانس تاريخ من الجامعة اللبنانية ومن ثم حصل على دبلوم دراسات عليا في التاريخ من الجامعة اليسوعية في بيروت.
وعُين مديرًا للمكتب العسكري في عمان عام 1986 وبقى حتى عودته مع القوات عام 1994، حيث حضر إلى قطاع غزة وعين مديرًا لمكتب اللواء نصر يوسف مدير عام الأمن العام آنذاك، ثم انتقل للعمل في الشرطة الفلسطينية وعين نائبًا لمدير العمليات.
شغل منصب مدير عام الشرطة في محافظات بيت لحم، ورام الله والبيرة، والخليل بين أعوام 1997 و 2001، وفي عام 2006 عُين محافظًا لمحافظة نابلس، ولاحقًا مديرًا عامًا للشرطة الفلسطينية عام 2007.
فاز الشيخ في انتخابات المجلس الثوري لحركة فتح في المؤتمرات الرابع والخامس والسادس والسابع، وضل عضوًا فيه بين عامي 1980 و 2019.

## وفاته
توفي بتاريخ 25 يونيو 2019 في رام الله.